# Проспект Европейского Союза
Проспект Европейского Союза (до 2024 — проспект Правды) — проспект в Подольском районе города Киева, жилые массивы Виноградарь, Ветряные горы и Мостицкий, местность Приорка. Пролегает от Вышгородской до Газопроводной улицы.
К проспекту примыкают переулок Патона, улицы Брюсова, Наталии Ужвий, проспект Свободы, Межевая, проспект Василия Порика, улица Семьи Кристеров, улица Всеволода Змиенко, проспект Георгия Гонгадзе, улица Ивана Выговского, улица Северина Наливайко.

## История
Проложен сквозь ранее застроенную территорию в 70-е годы XX века. Проспект был назван с 1971 года (повторное решение — в 1978 году) в честь центрального печатного органа КПСС — газеты «Правда».
Сначала планировалось проложить проспект «Правды» по территории нынешней Мостицкой улицы (в 1970-е годы — Большой Мостицкой), которая на некоторых картосхемах того времени уже обозначена как «проспект Правды». В течение 1980-х годов застройка вдоль большей части проспекта полностью изменена вместе с ликвидацией многих старых улиц (Ветряной, Заливной, Встречной, Луковинной, Маломостицкой, Цветоводческой, Сечевой, Хвойной и других).
В 2017 году Киевсовет изменил название проспекта «Правды» на проспект Правды (в написании без кавычек) в знак того, что он больше не называется в честь газеты «Правда».
8 мая 2024 года Киевский городской совет переименовал проспект Правды в честь Европейского Союза.